# Jefim Pawlowitsch Slawski
Jefim Pawlowitsch Slawski (russisch Ефим Павлович Славский; * 26. Oktoberjul. / 7. November 1898greg. in Makejewka, Okrug Taganrog; † 28. November 1991 in Moskau) war ein russischer Metallurg und Politiker.

## Leben
Slawskis jüdischer Vater Faiwel Slawski war ein verabschiedeter Soldat der Kaiserlich Russischen Armee. Slawskis russisch-orthodoxe Mutter Jewdokija Petrowna Slawskaja heiratete nach dem Tod ihres Mannes den Witwer Fedot Patanu. Ab 1912 arbeitete Slawski als Bergmann im Donbas. Als nach der Oktoberrevolution und Bildung der Ukrainischen Sozialistischen Sowjetrepublik auf den neuen Pässen statt der Religion die Nationalität registriert wurde, bekam Slawski die ukrainische Nationalität, obwohl er auf damals russischem Gebiet geboren war und sein Name ihn als Juden kennzeichnete.
Im April 1918 wurde Slawski Mitglied der KPdSU und trat dann in die Rote Armee ein, in der er bis 1928 diente. Er nahm ab 1918 am Russischen Bürgerkrieg teil und kämpfte 1920–1921 in der 1. Rote Reiterarmee als Zugkommandeur der 1. Kavalleriebrigade und Kommissar im Süden der Ukraine und auf der Krim. Nach der Demobilisierung 1928 forderte ihn die Partei zu einem Ingenieurstudium auf. Er begann das Studium an der Moskauer Bergbau-Akademie und beendete es 1933, nachdem die Bergbau-Akademie in 6 Teilinstitute aufgeteilt worden war, am Moskauer Institut für Buntmetalle und Gold.
Nach dem Studium arbeitete Slawski im ElektroZink-Werk in Ordschonikidse, in dem er vom Ingenieur zum Chefingenieur und Fabrikdirektor aufstieg. 1936 wurde er wegen seiner Freundschaft mit dem trotzkistischen Ingenieur Mamsurow aus der Partei ausgeschlossen, so dass ihm die Verhaftung drohte. Jedoch wurde bald der Parteiausschluss durch einen strengen Verweis ersetzt. 1940 wurde Slawski Direktor des Dnepr-Aluminium-Werks in Saporosche. Nach Beginn des Deutsch-Sowjetischen Krieges wurde er 1941 Direktor des Ural-Aluminium-Werks in Kamensk-Uralski.
1945 wurde Slawski Vizevolkskommissar für Buntmetalle der UdSSR. 1946 wurde er Vizechef der Ersten Hauptverwaltung beim Ministerrat der UdSSR, die für das Sowjetische Atombombenprojekt zuständig war. Dazu war er 1947–1949 Direktor des Kombinats Nr. 817. Die bei Unfällen erhaltenen hohen Strahlendosen schadeten offenbar nicht seiner Gesundheit. 1953 wurde er Erster Vizeminister und 1957 Minister für Mittelmaschinenbau der UdSSR. Damit hatte er direkt zu tun mit dem Bau der sogenannten Atomstädte Schewtschenko, Osjorsk (Tscheljabinsk), Sewersk, Selenogorsk (Krasnojarsk) und Schelesnogorsk (Krasnojarsk) sowie mit dem Bau fast aller Kernkraftwerke in der UdSSR bis in die 1980er Jahre. Auch war er zuständig für den Abbau und die Verarbeitung der Uranerze in der DDR, der CSSR und in Ungarn. Außerdem wurden mit Genehmigung des Atomministers viele soziale Einrichtungen gebaut bzw. ausgebaut, so der erste sibirische Botanische Garten an der Staatlichen Universität Tomsk, das Nowosibirsker Akademgorodok, das Tomsker Akademgorodok, der sibirische Kurort Belokuricha und der Park des Herrenhauses Opalicha-Alexejewskoje im Rajon Krasnogorsk, das das Ferienhaus des Ministeriums für Mittelmaschinenbau war. 1957 wurde der Bau der Kerntechnischen Anlage Tomsk als Teil des Sibirischen Chemie-Kombinats beschlossen. Er unterstützte das Programm für friedliche Atomexplosionen von Juri Alexejewitsch Trutnew und J. Babajew. 1986 wurde Slawski in den Ruhestand versetzt.
Slawski war Mitglied des Zentralkomitees der KPdSU (1961–1990) und Abgeordneter im Obersten Sowjet der UdSSR (1958–1989). Seine letzten Lebensjahre verbrachte er im Ferienhaus Opalicha-Alexejewskoje, in dem ihm eine ständige Wohnung zugewiesen worden war.
Slawski wurde auf dem Nowodewitschi-Friedhof begraben. Seit 2008 wird von Rosatom die Slawski-Ehrennadel an verdiente Mitarbeiter verliehen. Slawski-Denkmäler und -Stelen gibt es in verschiedenen Städten, und viele Straßen sind nach ihm benannt.

## Ehrungen, Preise
- Leninorden (1942, 1944, 1945, 1949, 1956, 1958, 1968, 1971, 1978, 1983)
- Stalinpreis I. Klasse und Held der sozialistischen Arbeit (1949 zusammen mit Boris Lwowitsch Wannikow, Igor Wassiljewitsch Kurtschatow und Juli Borissowitsch Chariton) für den Bau der Atombombe[3]
- Stalinpreis I. Klasse (1951)
- Orden des Roten Banners der Arbeit (1953, 1966)
- Held der sozialistischen Arbeit (1954) für die Arbeit zur Schaffung der Wasserstoffbombe
- Hammer-und-Sichel-Medaille und Held der sozialistischen Arbeit (1962) für die Organisation des Baus der weltweit stärksten Wasserstoffbombe
- Orden der Oktoberrevolution (1973)
- Stern der Völkerfreundschaft II. Klasse der DDR (1978)
- Orden der Freundschaft der CSSR
- Ehrenbürger der Städte Sewersk (1979),[9] Obninsk, Selenogorsk (1981), Ust-Kamenogorsk,[10] und Samarski (Ostkasachstan)[11]